# Renty
Renty là một xã trong tỉnh Pas-de-Calais, vùng Hauts-de-France, Pháp.

## Địa lý
Renty có cự ly khoảng 21 km về phía tây nam của Saint-Omer, trên đường D129, bên hai bờ sông Aa.

## Dân số
| 1962                                                              | 1968 | 1975 | 1982 | 1990 | 1999 | 2006 |
| ----------------------------------------------------------------- | ---- | ---- | ---- | ---- | ---- | ---- |
| 443                                                               | 484  | 429  | 448  | 463  | 439  | 525  |
| Số liệu điều tra dân số tính từ năm 1962, dân số chỉ tính một lần |      |      |      |      |      |      |